# David Brewster
Sir David Brewster [dêjvid brúvster], FRS, škotski fizik in pisatelj, * 11. december 1781, Jedburgh, grofija Roxburgh, Škotska, † 10. februar 1868, Allerby pri Melroseu, grofija Roxburgh.

## Življenje in delo
Njegov oče je bil učitelj in rektor klasične gimnazije. Z dvanajstimi leti je Brewster odšel na Univerzo v Edinburgu, kjer je začel študirati za duhovnika. Medtem je pokazal veliko zanimanje za naravoslovje.
Čeprav je pravočasno končal svoj teološki študij in so ga imenovali za spovednika, se je zaradi svojih zanimanj odvrnil od službenih obveznosti. Leta 1799 ga je njegov sošolec Henry Brougham prepričal, da je začel študirati lom svetlobe. Rezultate svojih raziskovanj je od časa do časa objavil v Philosophical Transactions v Londonu in v nekaterih drugih znanstvenih revijah. Istočasno sta v Franciji raziskovala sorodne pojave Malus in Fresnel, tako da so nekatera odkritja možje odkrili neodvisno.

## Priznanja

### Nagrade
Za svoje znanstvene dosežke je Brewster leta 1815 prejel Copleyjevo medaljo Kraljeve družbe iz Londona.

## Izbrana dela
- Razprava o kalejdoskopu (Treatise on the caleidoscope) (Edinburg 1819),
- Zapiski in uvod v Carlyllov prevod Legendreovih Geometrijskih elementov (Notes and Introduction to Carlyle's translation of Legendre's Elements of Geometry) (1824),
- Pisma o naravnem čudu (Letters on Natural Magic) (London 1831),
- Razprava o optiki (Treatise on Optics) (London 1832),
- Življenje sira Isaaca Newtona (Life of Sir Isaac Newton) (Edinburg 1832),
- Mučeniki znanosti (Martyrs of Science) (Edinburg 1841) (Življenjepisi Galilea, de Braheja in Keplerja),
- Spomini na življenje, dela in odkritja sira Isaaca Newtona (Memoirs of the life, writings, and discoveries of Sir Isaac Newton (London 1855),
- Več svetov (More Worlds than One) (1854).